# Нэн-рю
Нэн-рю (яп. 念流) — древнее японское боевое искусство (корю), основанное в 1368 году самураем Сома Сирой Ёсимото (яп. 相馬 四郎 義元) во времена периода Намбоку-тё. Школа была основана в современной префектуре Нагано.
В каталоге «Nihon Kengo Hyaku Sen» Нэн-рю значится как первая систематизированная школа кэндзюцу.

## История
Школа Нэн-рю была основана в 1368 году самураем Сома Сирой Ёсимото, известным под буддистскими именами Нэн Ами (яп. 念 阿 弥) и Дзион (яп. 慈恩, «Звук храма»). По легенде, Ёсимото приступил к изучению искусства борьбы при помощи меча и другого оружия на горе Курама в возрасте 10 лет с целью отомстить за убийство отца (на тот момент Сома было 5 лет). Его учителем (или учителями) являлся монах (или монахи), владевший методами борьбы мечом, известным как Ханган-рю (англ. Hangan-ryū).
Основная направленность школы — работа с катаной.

## Влияние
Нэн-рю оказала значительное влияние на формирование других направлений боевых искусств в Японии. Так, например, Синкагэ-рю была основана самураем Камиидзуми Исэ-но-ками Нобуцуна, который обучался искусству кэндзюцу в школах Нэн-рю, Катори Синто-рю и Кагэ-рю. Такие школы, как Манива Нэн-рю, ранее известная как Хигути Нэн-рю (яп. 樋口念流), Тюдзо-рю (яп. 中条流), Тода-рю (яп. 富田流), Иссин-рю (яп. 一心流) и Итто-рю (яп. 一刀流) также ведут свои корни от Нэн-рю.
По одной из версий, ката «Дзион», присутствующая в различных стилях карате, была названа в честь воина-монаха Сома Сиро Ёсимото, создателя Нэн-рю.